# Reask

Panorama-Ansicht

Reask (irisch An Riasc) ist eine frühe Frühkirchliche Einfriedung (engl.: Early ecclesiastical enclosure) in der eine Klosteranlage der Iroschottischen Kirche entstand. Über die Anlage existieren keinerlei Aufzeichnungen. Sie liegt im Osten von Ballyferriter im County Kerry auf der Dingle-Halbinsel in Irland. 
Die Ausgrabungen in den 1970er Jahren legten ein unregelmäßig ovales Dun oder Cashel frei. Seine Einfassungsmauer ist stellenweise 2,2 m breit und bis zu einer Höhe von etwa einem Meter erhalten. Innerhalb der Mauer befinden sich die Überreste mehrerer Clochans, eines steinernen Oratoriums mit verstürztem Dach, einiger anderer Strukturen, darunter einer rechteckigen, und eines Friedhofs mit über 40 Gräbern. Auf dem Gelände gibt eine geschwungene Zwischenmauer. Die Anlage ist insbesondere für eine Reihe von Cross-Slabs bzw. Pillar-Stones (Steinsäulen) bekannt. 

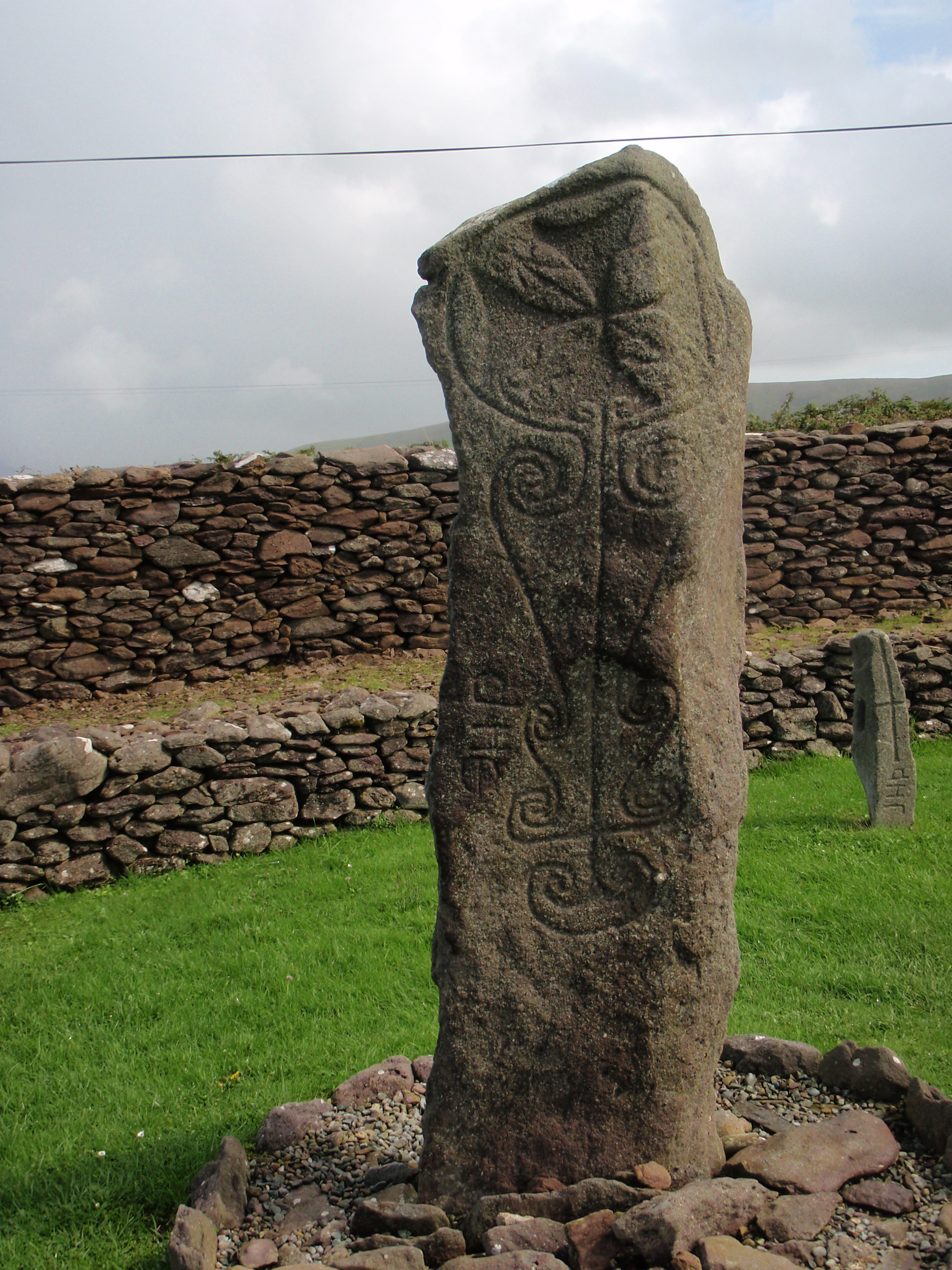
Stein A von Reask

## Stein A
Eine 1,65 m hohe und mehr als 0,5 m breite Steinsäule trägt ein griechisches Kreuz in einem Kreis mit anhängenden Spiral-Designs in Peltaform.

## Stein B
Stein B ist eine Sandsteinplatte am Eingang zum Oratorium. Der 0,8 m hohe Stein ist 0,4 m breit und 0,2 m dick. Er ist mit einem großen lateinischen Kreuz mit gegabelten Enden verziert. Über dem Kreuz liegt eine horizontale Leiste mit gegabelten Enden und oberhalb des Querbalkens des Kreuzes sind zwei kleine griechische Kreuze eingeschlagen. 

## Stein C
Stein C ist eine mit einem lateinischen Kreuz dekorierte Sandsteinplatte. 

## Stein D
Stein D ist beidseitig mit lateinischen Kreuzen und Buchstaben verziert. Der 1,14 m hohe, 0,18 m breite und 0,14 m dicke Stein ist eine schlanke Sandsteinsäule.

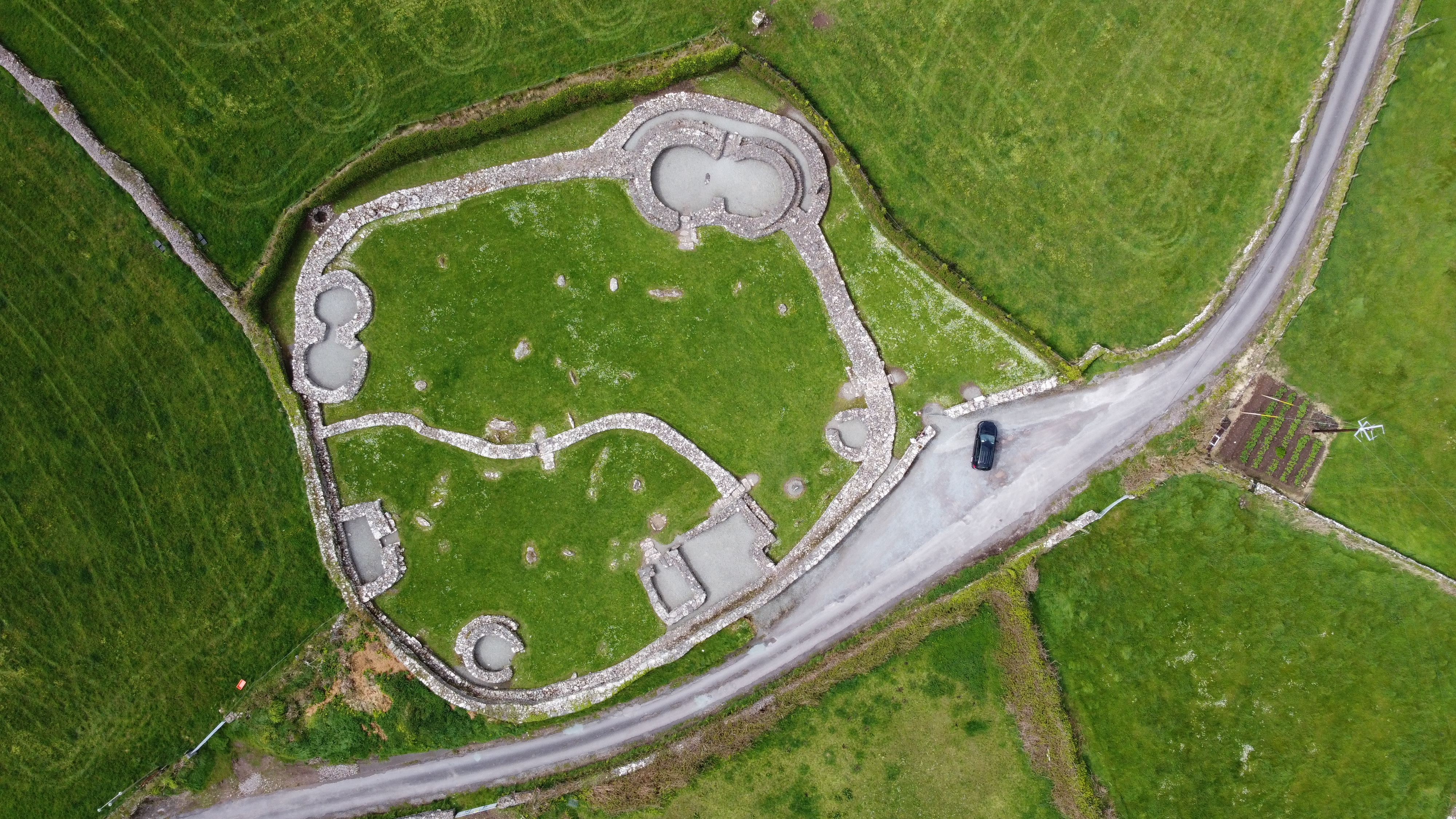
Luftbild

## Stein E
Stein E (heute im Nationalmuseum) ist eine Sandsteinplatte mit einem griechischen Kreuz. 

## Stein F
Stein F wurde ins University College in Cork verbracht und ist beidseitig mit lateinischen Kreuzen verziert. 

## Die Bienenkorbhütten
Die Bienenkorbhütten A und B (irisch: Clochán A und B) sind zu einem achtförmigen Grundriss vereint. Clochan A hat 5,5 und Clochan B 6,0 m Durchmesser. Diese beiden Hütten und das Oratorium waren mit einem bis zur Zwischenmauer gepflasterten Weg verbunden. 
Die Clochans C und D sind als Kreise zusammengebaut und werden durch einen gemeinsamen Zugang erschlossen. Clochan D mit 4,5 m Durchmesser hat im unteren Bereich des Trockenmauerwerks große Platten verbaut. An einer Seite des Zugangs und zwischen den Clochans befinden sich Pfostensteine.